# Bartley
Bartley és una població dels Estats Units a l'estat de Nebraska. Segons el cens del 2020 tenia 270 habitants.

## Demografia
Segons el cens del 2000, Bartley tenia 355 habitants, 146 habitatges, i 107 famílies. La densitat de població era de 198,6 habitants per km².
Dels 146 habitatges en un 30,8% hi vivien nens de menys de 18 anys, en un 61,6% hi vivien parelles casades, en un 6,8% dones solteres, i en un 26,7% no eren unitats familiars. En el 26% dels habitatges hi vivien persones soles el 14,4% de les quals corresponia a persones de 65 anys o més que vivien soles. El nombre mitjà de persones vivint en cada habitatge era de 2,43 i el nombre mitjà de persones que vivien en cada família era de 2,92.
Per edats la població es repartia de la següent manera: un 26,8% tenia menys de 18 anys, un 7% entre 18 i 24, un 22,5% entre 25 i 44, un 23,7% de 45 a 60 i un 20% 65 anys o més.
L'edat mediana era de 40 anys. Per cada 100 dones de 18 o més anys hi havia 88,4 homes.
La renda mediana per habitatge era de 31.111 $ i la renda mediana per família de 36.406 $. Els homes tenien una renda mediana de 27.917 $ mentre que les dones 22.143 $. La renda per capita de la població era de 14.824 $. Aproximadament el 6,9% de les famílies i l'11,4% de la població estaven per davall del llindar de pobresa.

## Poblacions més properes
El següent diagrama mostra les poblacions més properes.